# Estoria de España
La Estoria de España, conocida en la edición de Menéndez Pidal como Primera Crónica General, es un libro de carácter histórico escrito por iniciativa de Alfonso X el Sabio (que colaboraba activamente en su redacción) y supone la primera historia de España extensa que no era una mera traducción del latín. Su contenido alberga cronológicamente desde los orígenes bíblicos y legendarios de España hasta la inmediata historia de Castilla bajo Fernando III.
La obra es en realidad un planteamiento inicial que no llegó a ser culminado satisfactoriamente en vida del rey Alfonso X. Por ello han llegado hasta nosotros varias redacciones en vida del monarca denominadas comúnmente «versiones alfonsíes», y refundiciones posteriores al siglo XIII llamadas «crónicas alfonsíes». La primera redacción del scriptorium del rey de Castilla fue elaborada entre 1270-1274 y recibe el nombre de Versión primitiva. Bajo la supervisión del propio rey se redactó en Sevilla entre 1282 y 1284 la llamada Versión crítica, algo más sintética. Ya bajo Sancho IV se elabora, a partir de los materiales del equipo de Alfonso X, la denominada Versión sanchina, terminada en 1289. A ellas se sumarían, en el siglo XIV y siguientes, varias refundiciones derivadas del proyecto del rey Sabio que suelen denominarse «crónicas alfonsíes» (aunque son, propiamente dichas, postalfonsíes), entre las que los jalones fundamentales son la Crónica de Castilla (c. 1300), la Traducción gallega (c. 1312)?, la Crónica de 1344 y la Crónica de veinte reyes.
Menéndez Pidal publicó en 1906 una edición de la Estoria de España titulada Primera Crónica General que utilizaba un manuscrito refundido que contenía versiones de varia procedencia, tanto del taller alfonsí como del de Sancho IV, e incluía material de la Crónica particular de San Fernando de mediados del XIV. Su influencia y difusión a lo largo de la mayor parte del siglo XX hizo que se identificara esta edición con la Estoria de España alfonsí hasta que los estudios de su nieto Diego Catalán desvelaran que el manuscrito E en que se basó el erudito coruñés era un códice facticio e identificara las diferentes «versiones alfonsíes» básicas, señalando su cronología y procedencia.
Para su composición se usaron fuentes muy diversas, pero destaca la utilización de De rebus Hispaniae (1243) de Rodrigo Jiménez de Rada el Toledano, que supone la base de la Estoria de España alfonsí. A ella se sumarían el Chronicon mundi (1236), de Lucas de Tuy el Tudense, cuando se requería completar al Toledano. Entre las fuentes secundarias cabe mencionar otras crónicas latinas medievales, la Biblia (fundamentalmente para la Historia Antigua, completada con alguna obra clásica latina), obras eclesiásticas, cantares de gesta e historiografía árabe.
Esta obra del escritorio alfonsí se divide en cuatro grandes partes. La primera incluye una historia de Roma (los reyes medievales europeos se consideraban herederos del Imperio romano); la segunda cuenta la historia de los reyes bárbaros y góticos (sus antecedentes en los reinos hispanos); la tercera es una historia del reino astur-leonés (desde que comenzó la Reconquista), y la cuarta, la del castellano, aunque el castellanocentrismo con que está concebida (y que proviene de su principal fuente, la Historia de rebus Hispanie) considera reyes de Castilla a muchos monarcas que fueron privativos del reino de León. Esta «cuarta parte» ha recibido gran atención de la crítica, pues no fue completada en la Versión primitiva del escritorio alfonsí, y el estudio de sus variantes es fundamentalmente para deslindar las distintas redacciones de la sección correspondiente a la historia de los reyes leoneses y castellanos.
En su primera redacción, la denominada Versión primitiva, se había culminado hasta el reinado de Alfonso VI, y posiblemente hasta el de Alfonso VIII de Castilla; esto es, la redacción fue completada hasta un punto bastante más avanzado de lo que se consideró primeramente, cuando se pensaba que a partir de la historia del reino astur-leonés los materiales solo habían llegado al estado de borrador. Así, de la «cuarta parte», relativa a los reyes que la Estoria de España consideraba de Castilla, estaban casi concluidos los reinados de Fernando I, Sancho II y Alfonso VI; medianamente elaborados los de Urraca I, Alfonso VII y Sancho III; y en el inicio del proceso (solo traducidos de De rebus Hispaniae) Alfonso VIII, Fernando II y Alfonso XI. Si bien se había creído que la redacción de la Estoria de España había sido abandonada hacia 1274 para emprender otro monumental proyecto al que dedicaría Alfonso X nuevas energías, la compilación de una historia de carácter universal titulada General estoria (o Grande e general estoria), que interrumpiría la redacción de la Estoria de España, actualmente se sabe que tanto la Estoria de España como la General Estoria fueron proyectos emprendidos a la vez y desarrollados en paralelo, aunque el primero fue dejado en segundo plano entre 1274 y 1282. La Estoria de España careció de redacción definitiva (en su Versión primitiva) en el periodo que comprendía los últimos reyes de Castilla, la llamada «cuarta parte» (probablemente desde Alfonso VIII en adelante, pues solo se ha trasmitido de estos reinados una mera traducción de De rebus Hispaniae), pero fue culminada en una versión un poco más sintética en dos años al final de su reinado, en la redacción denominada Versión crítica, que llega hasta el reinado de su padre Fernando III el Santo; todo ello indica que en ningún momento Alfonso X se desentendió completamente del proyecto de la Estoria de España.
La Estoria de España, como sucede en las crónicas de su tiempo, se remonta para contar la historia a los más remotos orígenes hallados en la Biblia. En concreto hasta Moisés, para continuar entre mitos y leyendas mezcladas con fuentes griegas con la historia antigua. Sin embargo, conforme avanza el relato, aumenta la prolijidad en los detalles, sobre todo desde las invasiones germánicas hasta Fernando III.

## Versiones

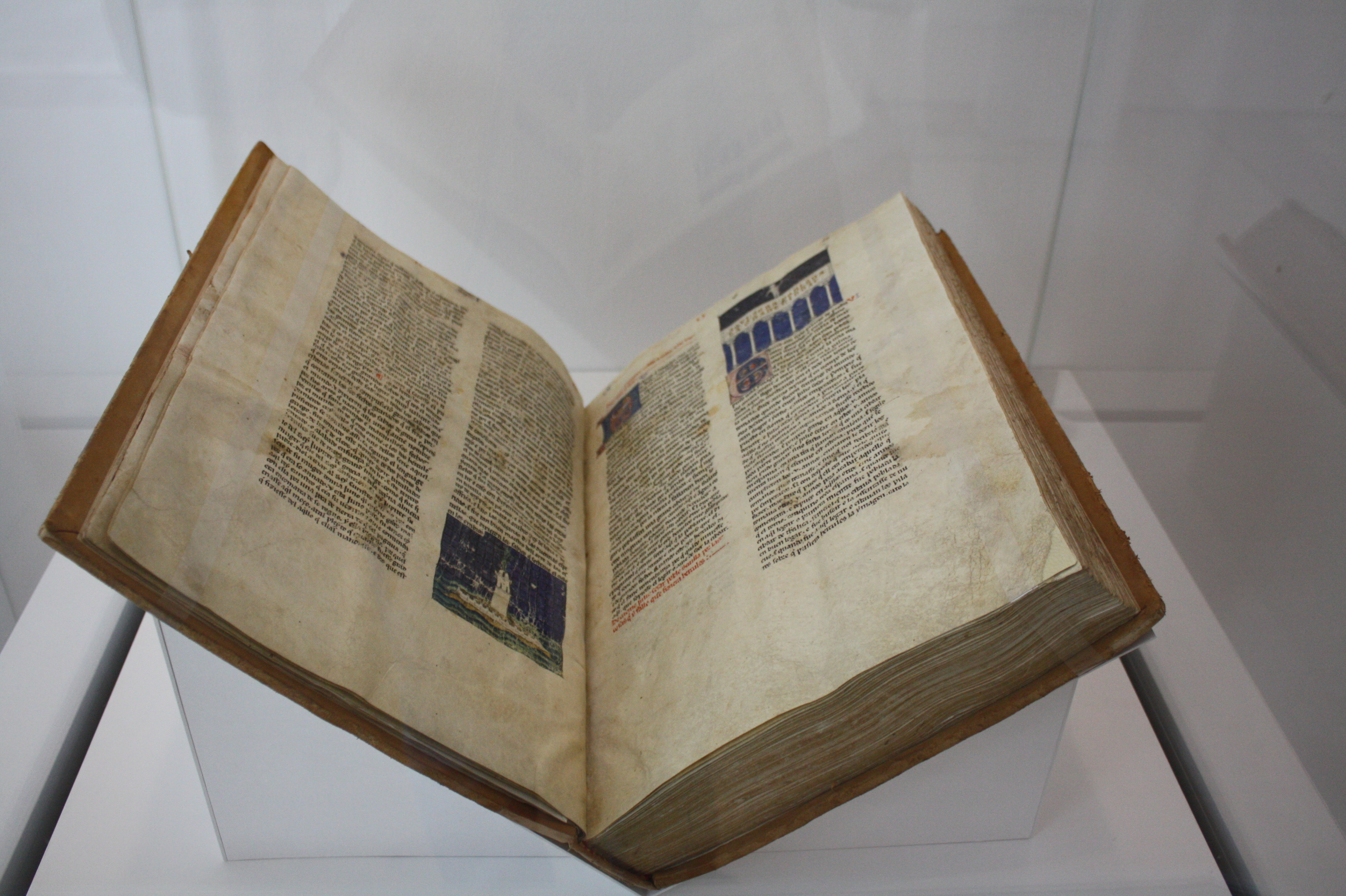

La obra tuvo dos redacciones en vida de Alfonso X, la primera, llamada Versión primitiva, comienza hacia 1270 y está casi concluida hacia 1274; y la segunda, llamada Versión crítica, fue elaborada entre 1282 y 1284, fecha de la muerte del monarca, y culmina el proyecto, ya que su redacción comprende el reinado de Fernando III de Castilla.
A las sucesivas ampliaciones de la Estoria de España, la historiografía literaria les había ido llamando, a partir de la publicación de la Primera Crónica General de Menéndez Pidal, Segunda Crónica General (la actual Crónica de 1344) y Tercera Crónica General (llamada Crónica General Vulgata, que se conserva —entre otros manuscritos— en la edición de Florián de Ocampo de 1541). Esta nomenclatura ha sido desechada por la crítica filológica desde que Inés Fernández-Ordóñez identificara con precisión la Versión crítica en su edición de Madrid, Fundación Menéndez Pidal; Universidad Autónoma, 1993. 
La nueva ordenación generalmente aceptada de las diversas versiones de las crónicas alfonsíes es:
- Versiones alfonsíes. Son las crónicas elaboradas con materiales del scriptorium de Alfonso X el Sabio.

1. Versión primitiva (VP). Terminada hacia 1274. Corresponde al primer planteamiento de la obra. Quedó inacabada en su redacción definitiva a la altura de su «cuarta parte», la que relata los sucesos de los reinos de León y Castilla. Aunque se pensó que la «cuarta parte» había quedado en estadio de borrador previo, estaba redactada como mínimo hasta los últimos momentos del reinado de Alfonso VI, y quizá hasta el de Alfonso VIII de Castilla.[9]
2. Versión crítica (VC). Realizada entre 1282 y 1284. Se trata de una refundición de la obra efectuada por el rey Sabio en los dos últimos años de su vida en Sevilla; es algo más concisa que la Versión primitiva y refleja una ideología más proclive a la monarquía. Se ha transmitido incompleta, a falta de la primera parte, que abarca desde los primeros pobladores de la península hasta el comienzo de las invasiones bárbaras.[6]
3. Versión sanchina. Acabada hacia 1289 en el reinado de Sancho IV de Castilla, se utilizaron materiales del scriptorium alfonsí. Es más prolija que las versiones de Alfonso X el Sabio e ideológicamente más cercana a los postulados del neogoticismo asturleonés. Se ha transmitido en dos redacciones:

- La del manuscrito regio E2, que constituyó el segundo volumen de Primera Crónica General de Menéndez Pidal. Le falta el final de la vida del Cid desde el sitio de Aledo, la denominada «laguna cidiana». Para Inés Fernández-Ordóñez, Juan Bautista Crespo y Mariano de la Campa esta redacción es la que propiamente debe considerarse la Versión sanchina. Alberto Montaner Frutos, en cambio, defiende que este manuscrito representaría una segunda versión de la inicial Versión sanchina concisa, más cercana a la Versión primitiva de Alfonso X.
- La del manuscrito F, que comprende únicamente la «cuarta parte» de la Estoria de España (reinados de León y Castilla), y que también se conserva en la parte correspondiente de la edición de Florián de Ocampo de 1541, sección a la que Diego Catalán denominó Crónica Ocampiana para aludir específicamente a este representante de la familia distinta a la del manuscrito E2 de la Versión sanchina y que es abreviada mediante la sigla O. Según Fernández-Ordóñez estas redacciones son una Crónica mixta que, partiendo del manuscrito E2, acabaría adoptando rasgos de la Versión primitiva y rellenaría la «laguna cidiana» de E2. Montaner Frutos, por su parte, entiende que estas redacciones corresponden a una primera Versión sanchina más cercana a la Versión primitiva, que podría denominarse Versión sanchina concisa, anterior a la que representa el manuscrito E2 y que probablemente ya contenía la llamada «laguna cidiana». Posteriormente se redactaría la Versión amplificada, también conocida como Crónica amplificada de 1289 o Versión retóricamente amplificada representada por E2, que además de la «laguna cidiana» carecía del episodio de la condesa traidora. Posteriormente, se colmatarían esas lagunas, pero no partiendo de la Versión retóricamente amplificada, sino de la Versión sanchina concisa; este texto completado en sus lagunas, sirvió de base a la Crónica de Castilla (c. 1300). En el reinado de Alfonso XI de Castilla, el contenido de la «laguna cidiana» sería interpolado en el manuscrito E2 a partir de una versión muy parecida a la del manuscrito F.

- Crónicas alfonsíes. En realidad son posteriores al reinado de Alfonso X el Sabio, pero es el nombre comúnmente usado al representar la herencia del planteamiento iniciado por el rey Sabio y la compilación de Sancho IV o «versiones sanchinas». Sin embargo, no utilizan los materiales del scriptorium alfonsí, a diferencia de lo que sucedía con las «Versiones alfonsíes».

1. Crónica de Castilla (CrCast) (c. 1300), también denominado en algunos manuscritos Crónica del Cid, puesto que aproximadamente la mitad está dedicada a la vida de Rodrigo Díaz, sección que se publicó exenta en 1512 con el título de Crónica Particular del Cid. Es una refundición con fuentes épicas (el Cantar de mio Cid en una versión que aún contenía el folio desaparecido, el perdido cantar de las Mocedades de Rodrigo —habitualmente denominado *Gesta de las Mocedades de Rodrigo— y otras) de la redacción de la Versión sanchina representada por el manuscrito F y la parte de la Crónica Ocampiana correspondiente a la «cuarta parte» de la Estoria de España alfonsí.
2. Traducción gallega[11] o Traducción gallego-portuguesa  (c. 1312)? Nombre que reciben dos traducciones al gallego-portugués, una de la Crónica de Castilla, realizada poco después de su composición; y otra del manuscrito E de la Estoria de España, tal y como se encontraba en el reinado de Alfonso XI, para completar lo narrado en la Crónica de Castilla.
3. Crónica de 1344 (o Crónica Geral de Espanha). Encargada por el conde Pedro de Barcelos, podría basarse en la Traducción gallego-portuguesa. Utiliza varias crónicas alfonsíes y algunas fuentes originales (como una versión distinta a la comúnmente conocida del Cantar de los Siete Infantes de Lara). Existen dos versiones: la Crónica Geral de Espanha original de Pedro de Barcelos, que se conserva exclusivamente en una traducción al castellano; y otra en portugués, la Crónica de 1404. Esta última es debida a un portugués que comenzó a traducir la Traducción gallego-portuguesa con añadidos del Corpus Pelagium, el Libro de las Generaciones o la Conqueste de la terre d'Outremer de Guillermo de Tiro, entre otras fuentes, y la continuó en portugués ante su escaso dominio del castellano, finalizando su trabajo en 1404 con escaso éxito, dada la parca formación cultural de su autor.
4. Crónica de veinte reyes. Se trata de la Versión crítica completada con la Crónica de Castilla.

Además aparecieron síntesis, amplificaciones o refundiciones, como la Crónica general abreviada o manuelina (1295-1312), un epítome obra de don Juan Manuel adaptado a su ideología pronobiliaria, o la antaño denominada Crónica fragmentaria, a la que hoy se prefiere llamar Crónica carolingia, pues está muy interpolada por narraciones cortas de esa procedecia, de forma que en realidad se trata de una versión anovelada de la Estoria de España. Más tarde, en el Renacimiento, continuaron publicándose versiones impresas que, como la de Florián de Ocampo, titulada Las cuatro partes enteras de la Crónica de España que mandó componer el sereníssimo rey don Alonso llamado el Sabio (Zamora, Agustín de Paz y Juan Picardo, a expensas de Juan de Spínola, 1541), que está basada en una crónica alfonsí y la sección correspondiente al ms. F de la Versión sanchina de la Estoria de España.

## LaPrimera Crónica Generalde Menéndez Pidal
La edición de Menéndez Pidal de 1906, que tituló Primera Crónica General, es en realidad la fusión de dos manuscritos, de los cuales solo uno y la primera parte del otro, corresponden a la labor de Alfonso X. El resto de los materiales del segundo manuscrito que Menéndez Pidal creyó original del escritorio alfonsí, es en realidad un conjunto de refundiciones y continuaciones elaboradas desde los reinados de Sancho IV (1284-1295) hasta Alfonso XI en la primera mitad del siglo XIV, como demostró Diego Catalán.
La primera edición de la Estoria de España realizada por Menéndez Pidal se basó el manuscrito E, que es en realidad un códice de dos volúmenes (E1 o Escurialense Y-I-2 y E2 o Escurialense X-I-4) que recoge materiales diversos. Tomando E como texto base de su edición, lo completó en sus lagunas y enmendó en varios lugares con otros (si bien recogiendo en notas a pie de página la procedencia de sus interpolaciones y correcciones), en la idea de ofrecer lo que habría sido el códice óptimo o arquetipo que habría elaborado el scriptorium alfonsí de haber dado fin a lo que, en la concepción de la época de Pidal, había quedado en forma de borradores incompletos. Pero el manuscrito E no era la versión más cercana al plan original de Alfonso X, sino que contenía en el primer volumen (ms. E1) y los folios 2-17 del segundo (ms. E2) la Versión primitiva alfonsí original, y en la mayor parte del segundo (ms. E2) un manuscrito de la Versión sanchina de la familia denominada Versión amplificada o Versión retóricamente amplificada (elaborado durante el reinado de Sancho IV de Castilla), que fue interpolado hacia 1345-1350 con materiales compilados por el canciller Fernán Sánchez de Valladolid con otros pasajes procedentes de:
- una copia con muchas erratas de la Versión primitiva que cuenta el final del reinado de Alfonso II (folios 18-22 del ms. E2);
- materiales procedentes de la Versión primitiva acerca de la leyenda de la Condesa traidora que colmatan una laguna que había en el manuscrito original (E2, ff. 80-81);
- un borrador distinto a las versiones alfonsíes conocidas que relata la «estoria del Cid», que no es la conjetural *Estoria del Cid del monasterio de San Pedro de Cardeña, aunque aprovecha algunos de sus materiales para narrar las postrimerías del héroe (ff. 200-256);
- la Crónica particular de San Fernando. Se trata del único material interpolado en el manuscrito original que no procede de las versiones alfonsíes o sanchinas, sino que es nuevo e independiente, y data de los últimos años de Alfonso XI de Castilla. Lo cual demuestra que el códice facticio E ya llegó con la forma en que lo conoció Menéndez Pidal al taller de Alfonso Onceno, pero a fines de su reinado sustituyó los últimos capítulos del texto original de E2 (que coincidiría con el manuscrito F de la Versión sanchina) por la crónica de Fernando III de Castilla del códice facticio Escurialense X-I-4 actual.[14]

## Ediciones y estudios fundamentales
- CAMPA, Mariano de la, La Estoria de España de Alfonso X: Estudio y edición de la Versión Crítica desde Fruela II hasta la muerte de Fernando II, Málaga, Universidad, 2009 (Analecta Malacitana, anejo 75). ISBN 978-84-95073-60-0

- — «Crónica de veinte reyes», Revista de Literatura Medieval, n.º 15, 1, 2003, págs. 141-156. ISSN 1130-3611.

- — «La Versión primitiva de la Estoria de España de Alfonso X: edición crítica», en Florencio Sevilla y Carlos Alvar (eds.), Actas del XIII Congreso de la Asociación Internacional de Hispanistas, Madrid, Castalia, I, 2000, t. I, págs. 59-72. Edición en línea en Centro Virtual Cervantes (CVC) <http://cvc.cervantes.es/literatura/aih/aih_xiii.htm>

- CATALÁN, Diego, De Alfonso X al conde de Barcelos. Cuatro estudios sobre el nacimiento de la historiografía romance en Castilla y Portugal, Madrid, Gredos, 1962.

- — La Estoria de España de Alfonso X. Creación y evolución, Madrid, Fundación Ramón Menéndez Pidal; Universidad Autónoma, 1992 (Fuentes Cronísticas de la Historia de España, V).

- — De la silva textual al taller historiográfíco alfonsí: códices, crónicas, versiones y cuadernos de trabajo, Madrid, Fundación Ramón Menéndez Pidal-Universidad Autónoma de Madrid, 1997. Contenidos consultables en <https://web.archive.org/web/20120103082632/http://diegocatalan.blogia.com/temas/de-la-silva-textual-al-taller-historiografico-alfonsi.php>

- — y María Soledad Andrés (eds.), Edición crítica del texto español de la Crónica de 1344 que ordenó el Conde de Barcelos don Pedro Alfonso, Madrid, Gredos, 1970.

- CRESPO, Juan Bautista, «La complejidad textual de la historiografía alfonsí», en Isaías Lerner, Robert Nival y Alejandro Alonso (eds.), Actas del XIV Congreso de la Asociación Internacional de Hispanistas (Nueva York, 16 al 21 de julio de 2001), Newark, Juan de la Cuesta, 2004, vol. I, págs. 55-65.

- FERNÁNDEZ-ORDÓÑEZ, Inés, Versión crítica de la Estoria de España: Estudio y edición desde Pelayo hasta Ordoño II, Madrid, Fundación Menéndez Pidal; Universidad Autónoma, 1993 (Fuentes Cronísticas de la Historia de España, VI). Edita la primera parte de la Versión crítica, que fue continuada por la ed. de Mariano de la Campa.

- HERRERO JIMÉNEZ, Mauricio y RUIZ ASENCIO, José Manuel (eds.), Crónica de Veinte Reyes, Burgos, Ayuntamiento, 1991.

- LINDLEY CINTRA, Luís Filipe (ed. lit.), Crónica Geral de Espanha de 1344, Lisboa, Academia Portuguesa da História; Imprensa Nacional-Casa da Moeda, 1951-1990, 4 vols.

- LORENZO, Ramón (ed.), La traducción gallega de la «Crónica General» y de la «Crónica de Castilla», ed. de , Orense, Instituto de Estudios Orensanos «Padre Feijoo», 1975, 2 vols. [= Traducción gallega o Traducción gallego-portuguesa]

- MENÉNDEZ PIDAL, Ramón, Primera crónica general: estoria de España que mandó componer Alfonso el Sabio y se continuaba bajo Sancho IV en 1289, Madrid, Bailly-Bailliére, 1906.

- — Primera crónica general de España que mandó componer Alfonso el Sabio y se continuaba bajo Sancho IV, Madrid, Gredos, 1955.

- OCAMPO, Florián de, Las cuatro partes enteras de la Crónica de España que mandó componer el sereníssimo rey don Alonso llamado el Sabio. Donde se contienen los acontecimientos y hazañas mayores y más señaladas que sucedieron en España desde su primera población hasta casi los tiempos del dicho señor rey, Zamora, Augustín de Paz y Juan Picardo impresores; a costa de Juan de Spinosa, 9 de diciembre de 1541. Versión en línea procedente de la Biblioteca Estatal de Baviera. Existe también ed. en línea en el registro de la Biblioteca Virtual del Patrimonio Bibliográfico BVPB20080023690. Denominada también Tercera Crónica General y Crónica General Vulgata [= Crónica Ocampiana].

- VELORADO, Juan de, Crónica del famoso cavallero Cid Ruy Díaz Campeador, Burgos, Fadrique Alemán de Basilea, a costa del Monasterio de Cardeña, 1512. Hay eds. facsímiles: New York, Kraus Reprint, 1967; facs. digital y transcr., y María Jesús García Toledano, en Admyte: Archivo digital de manuscritos y textos españoles, ed. Francisco Marcos Marín et al., Madrid, Micronet; Ministerio de Cultura; Fundación Quinto Centenario, 1992-1994, cd-rom 1, cnúm. 6993. [= Crónica Particular del Cid]